# Oravské Veselé
Oravské Veselé (bis 1946 slowakisch nur „Veselé“; ungarisch Veszele, polnisch Wesołe) ist eine Gemeinde in der Mittelslowakei.
Sie liegt in den Beskiden in der Landschaft Orava am Zusammenfluss der Flüsse Veselianka und Mútnik, 12 km von der Stadt Námestovo entfernt.
Die erste schriftliche Erwähnung erfolgte 1629 (Gründung). Im Ort gibt es eine Kirche der Heiligen Elisabeth aus dem Jahr 1815.

## Bevölkerung
| Jahr                | 1994 | 2004     | 2014    | 2024    |
| ------------------- | ---- | -------- | ------- | ------- |
| Anzahl der Personen | 2424 | 2738     | 2892    | 3081    |
| Unterschied         |      | +12,95 % | +5,62 % | +6,53 % |

| Jahr                | 2023 | 2024    |
| ------------------- | ---- | ------- |
| Anzahl der Personen | 3064 | 3081    |
| Unterschied         |      | +0,55 % |